# Phthiria cingulata
Phthiria cingulata är en tvåvingeart som beskrevs av Friedrich Hermann Loew 1846. Phthiria cingulata ingår i släktet Phthiria och familjen svävflugor. Inga underarter finns listade i Catalogue of Life.